# روسيندو باليناس
روسيندو باليناس Rosendo Carreon Balinas, Jr. (ولد في 10 سبتمبر 1941 – ومات في 24 سبتمبر 1998) لاعب شطرنج فلبيني يحمل لقب أستاذ كبير.
- حصل على لقب أستاذ دولي عام 1975.
- حصل على لقب أستاذ كبير عام 1976.
- عمل بمهنة المحاماة، وكذلك كاتباً في شئون الشطرنج وصحفياً.
- اعتُبر أقوى لاعب آسيوي في الستينات والسبعينات قبل ظهور اللاعب يوجينيو توري.
- فاز بدورات شطرنج عديدة منها هونغ كونغ وسينغافورة ومانيلا وأوديسا.

## وصلات خارجية
- روسيندو باليناس على موقع مباريات الشطرنج (الإنجليزية)
- روسيندو باليناس على موقع 365Chess.com (الإنجليزية)
- روسيندو باليناس على موقع Chesstempo.com (الإنجليزية)
- روسيندو باليناس على موقع الاتحاد الأمريكي للشطرنج (الإنجليزية)
- روسيندو باليناس سجل أولمبياد الشطرنج على موقع OlimpBase.org (الإنجليزية)